# Chicoreus saulii
Chicoreus saulii (nomeada, em inglês, Saul's murex ou firebrand murex) é uma espécie de molusco marinho predador do Indo-Pacífico e costa oeste do Pacífico, pertencente à classe Gastropoda, ordem Neogastropoda e família Muricidae. Foi classificada por George Brettingham Sowerby II em 1841; descrita originalmente como Murex saulii; anteriormente no gênero Murex e agora no gênero Chicoreus.

## Descrição da concha
Concha de aparência frágil em suas projeções espiniformes, sendo sua projeção mais pronunciada a que se encontra na parte superior de seu lábio externo; de coloração castanha a rósea em suas extremidades, com 10 a pouco mais de 14 centímetros de comprimento; de espiral moderadamente alta, esculpida com várias linhas espirais, de coloração mais escura, e com 3 varizes por volta, com projeções espiniformes, franjadas, longas e curvas, em sua borda externa, moderadamente franjada. Columela e abertura de coloração branco-esmaltada. Amplo e longo canal sifonal. Opérculo córneo, de coloração castanha e esculpido com anéis concêntricos.

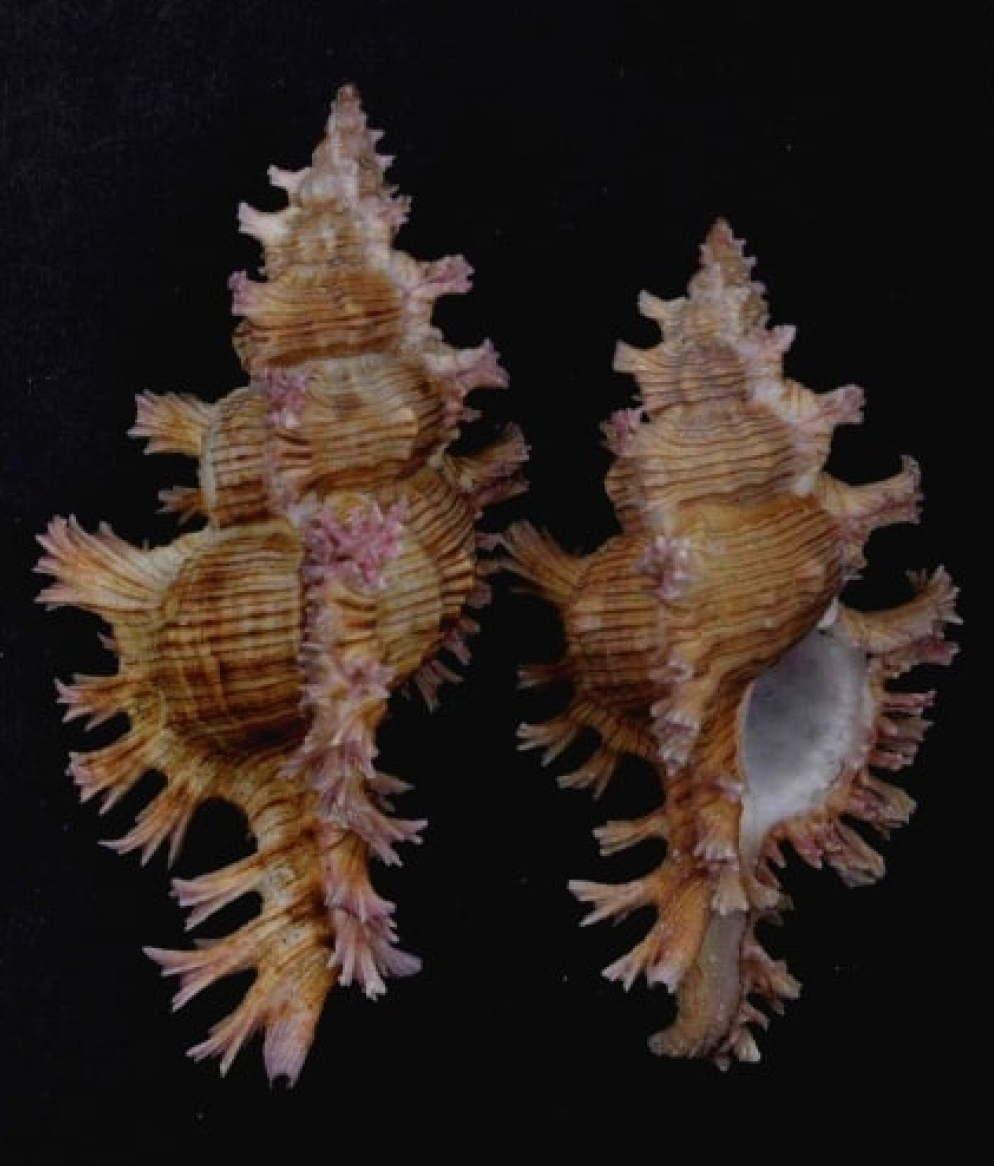
Uma fotografia mostrando duas conchas de C. saulii (Sowerby II, 1841).[1] Espécimes coletados nas ilhas Molucas; Indonésia; da coleção do Museu de História Natural de Leiden, Países Baixos.

## Distribuição geográfica, habitat e hábitos
Chicoreus saulii é encontrada em águas rasas da zona nerítica do Indo-Pacífico e costa oeste do Pacífico, da África Oriental à Ásia e Oceania: das ilhas Mascarenhas ao Japão e Papua-Nova Guiné.

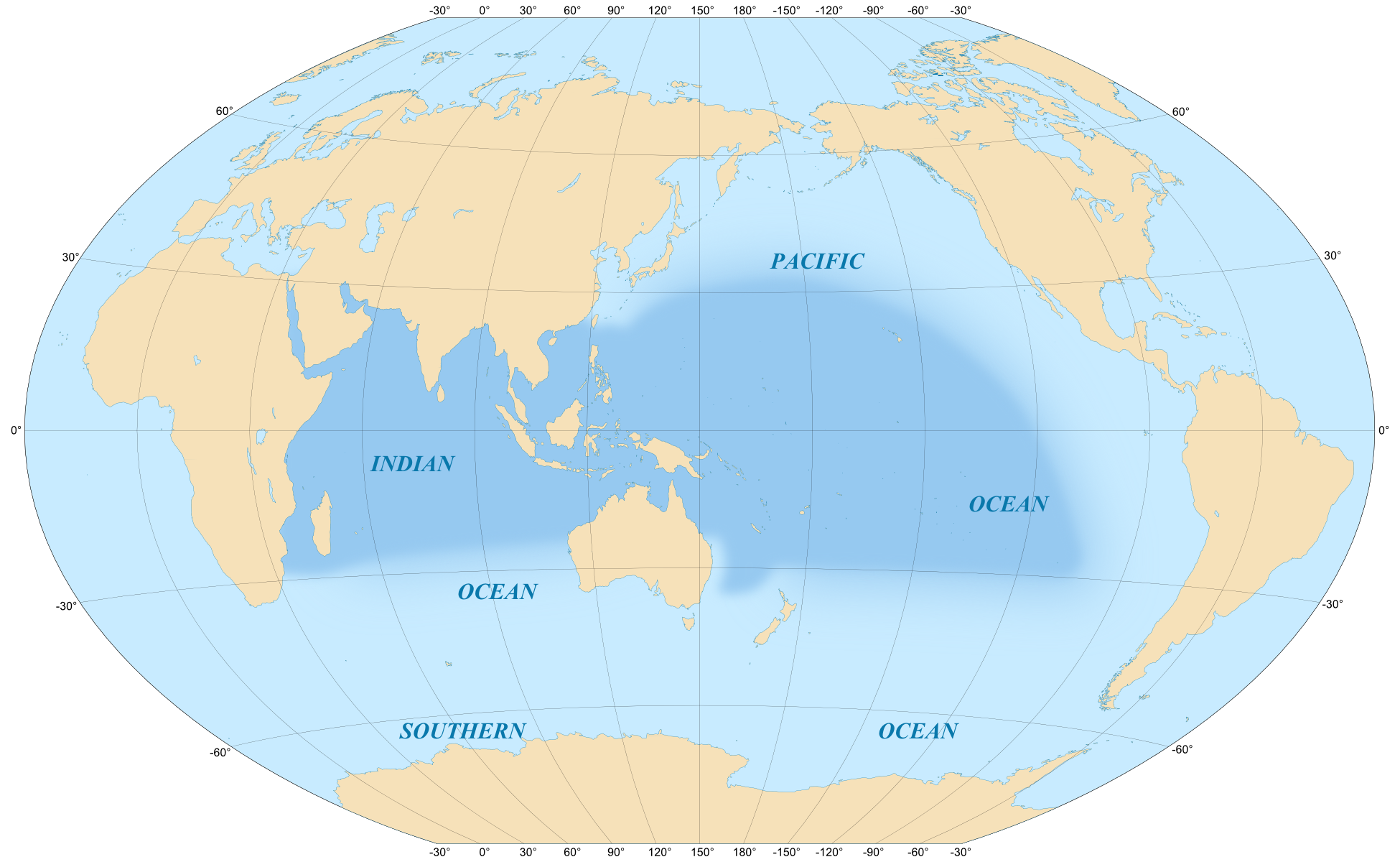
A região tropical do Indo-Pacífico e costa oeste do Pacífico é o habitat da espécie Chicoreus saulii.